# Zuidelijke breedneuswombat
De zuidelijke breedneuswombat (Lasiorhinus latifrons) is een Australisch buideldier uit de familie wombats (Vombatidae). Het is de kleinste wombatsoort.

## Kenmerken
De plompe breedneuswombat heeft korte poten, lange oren en een lange, zijdeachtige, bruin en grijs gemarmerde vacht. De lichaamslengte bedraagt tussen de 77 en 94 cm, met een 3 tot 6 cm lange staart. Het gewicht ligt tussen de 19 en 32 kg.

## Leefwijze
Dit herbivore nachtdier leeft in ondergrondse burchten in kolonies van 5 tot 10 dieren. Deze burchten hebben dikwijls een oppervlakte van honderden vierkante meters. Het voedsel bestaat uit gras en andere lage vegetatie. Soortgenoten die niet worden herkend, worden niet geaccepteerd en door de mannetjes verjaagd, uitgezonderd als het paringsbereide vrouwtjes zijn.

## Verspreiding
Voor de komst van de moderne mens in de achttiende eeuw was de zuidelijke breedneuswombat wijdverspreid over de open gebieden van zuidelijke Australië zoals woestijnen, scrublands en savannes. Door de introductie van konijnen en schapen kreeg dit buideldier er sterke concurrentie bij en verdween hierdoor uit een groot gedeelte van zijn oorspronkelijke verspreidingsgebied. Tegenwoordig komt de zuidelijke breedneuswombat nog voor in delen van de Nullarborvlakte, een groot woestijngebied direct ten noorden van de Grote Australische Bocht, en geïsoleerde gebieden in het zuidoosten van Zuid-Australië. Het recente droger geworden klimaat in Zuid-Australië kan een bedreiging gaan vormen voor de zuidelijke breedneuswombat, aangezien dit nadelig is voor een succesvolle voortplanting. In een droger klimaat zullen minder jongen de volwassen leeftijd halen.
Noordelijke breedneuswombat (Lasiorhinus krefftii) · Zuidelijke breedneuswombat (Lasiorhinus latifrons) · Gewone wombat (Vombatus ursinus)